# أزلان اسماعيل
أزلان اسماعيل (ولد 3 أكتوبر 1984 في تومبات، كلنتن) لاعب كرة القدم ماليزي، يلعب حاليا مهاجم في فريق تي تيم ‏ في الدوري الماليزي الممتاز. وهو لاعب سابق للمنتخب الوطني الماليزي. .

## المسار الرياضي
كان أزلان أول لاعب يسجل ثلاثية في موسم 2010 في الدوري الماليزي الممتاز. في بداية فبراير 2010 كان هداف الدوري.

## وصلات خارجية
- أزلان اسماعيل على فرق كرة القدم الوطنية.كوم